# أولوجيوس الأول
كان أولوجيوس الأول بطريرك الإسكندرية للروم الأرثوذكس من 580 إلى 608. يعتبر قديسًا، ويحتفل بيوم عيده في 13 سبتمبر.

## حياته
كان أولوجيوس قمص دير والدة الإله في أنطاكية. كان مناضلاً ناجحًا ضد المونوفيزية. كان أولوجيوس صديقًا حميمًا للبابا غريغوري الأول، والذي تراسل معه، وقد وصفه البابا غريغوري الأول بعبارات مملوءة بالتقدير والإعجاب.
رفض أولوجيوس جماعة النوفاتيين، المتبقين في أبرشيته، ودعم الاتحاد الاقنومي بين الطبيعتين في المسيح، ضد كل من نسطور وأوطاخى. يقول الكاردينال سيزاري بارونيو أن غريغوريوس تمنى أن يبقى أولوجيوس حيا لأنه اعتبر أنه يحمل صوت الحقيقة.
يقال أنه أعاد لفترة وجيزة لكنيسة الإسكندرية الحياة وحيوية الشباب.
إلى جانب الأعمال المذكورة فقد كتب تعليقات ضد الطوائف المختلفة أصحاب الطبيعة الواحدة (ساويرس الأنطاكي، ثيؤدوسيوس، كايينيتس وايسيفالي). ترك أحد عشر رسالة دفاعا عن البابا ليون الأول ومجمع خلقيدونية، أيضا رسالة ضد غير المؤمنين، الذي قدمها له قبل نشرها البابا غريغوري الأول، الذي قدم له بعد بعض الملاحظات أقرها بدون تغيير. وباستثناء عظة واحدة وبضع شذرات، فإن جميع كتابات أولوجيوس قد فقدت.